# Wspomożycielki
Zgromadzenie Sióstr Wspomożycielek Dusz Czyśćcowych  (Wspomożycielki) – żeńskie zgromadzenie zakonne założone w Zakroczymiu w 1889 roku przez bł. Honorata Koźmińskiego (1829-1916). Współzałożycielką zgromadzenia była Wanda Olędzka (ok. 1863-1915), jej następczynią i główną współorganizatorką – Natalia Nitosławska (1845-1900).
Zgromadzenie zakonne, niehabitowe. Zatwierdzone przez Stolicę Apostolską, na prawie papieskim.
Wspomożycielki żyją według "Reguły i Życia Braci i Sióstr Trzeciego Zakonu Regularnego św. Franciszka z Asyżu".

## Charyzmat
W Pierwszych Ustawach Zgromadzenia bł. Honorat napisał:
"Wspomożycielki, naśladując Chrystusa Pana, przenoszą się duchowo do czyśćca, aby ratować dusze tam cierpiące i jako Zbawiciel zasługami swymi spłacił długi dusz czekających odkupienia, tak one zrzekają się zasług wszelkich dla siebie, na korzyść dusz czyśćcowych – a zatem przedstawiają tajemnicę miłości Chrystusa dla zmarłych i są żywym objawem artykułu wiary: zstąpił do piekieł".